# Saint-Léry
Saint-Léry (bret. Sant-Leri) – miejscowość i gmina we Francji, w regionie Bretania, w departamencie Morbihan.
Według danych na rok 1990 gminę zamieszkiwało 161 osób, a gęstość zaludnienia wynosiła 102 osoby/km² (wśród 1269 gmin Bretanii Saint-Léry plasuje się na 1009. miejscu pod względem liczby ludności, natomiast pod względem powierzchni na miejscu 1097.).